# Om kriget kommer

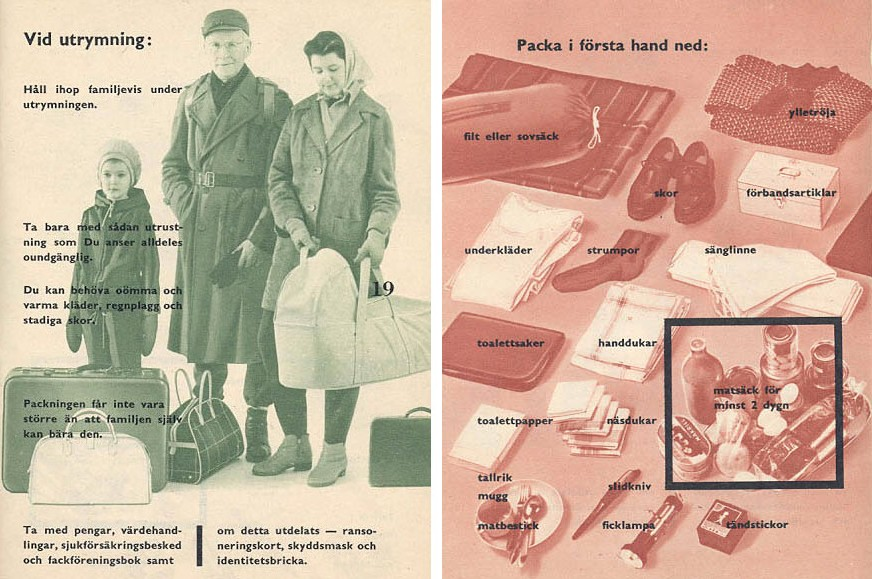
Två sidor ur Om kriget kommer – vägledning för Sveriges medborgare (1961).

Om kriget kommer, från 2018 Om krisen eller kriget kommer, är en broschyr vars första upplaga utarbetades av Försvarsstaben som delades ut 1943 till alla svenska hushåll. Utarbetandet av första upplagan leddes av arvprins Gustaf Adolf, chef för arméavdelningen. 
Om kriget kommer innehåller anvisningar och råd till civilbefolkningen i Sverige i händelse av krigsliknande tillstånd, från första flyglarmet till motståndsrörelse. 
Förutom som broschyr publicerades vissa upplagor av Om kriget kommer från 1950-talet och in på 1980-talet också i slutet av samtliga delar av telefonkatalogen.

## Upplagor

Broschyren Om krisen eller kriget kommer (2018), fram och baksida.

- Om kriget kommer – vägledning för rikets medborgare i händelse av krig, Statens informationsstyrelse, 1943 (16 sidor)
- Om kriget kommer – vägledning för Sveriges medborgare, Kungliga Civilförsvarsstyrelsen, 1952 (33 sidor)
- Om kriget kommer – vägledning för Sveriges medborgare, Kungliga Civilförsvarsstyrelsen, 1961 (48 sidor)
- Från 70-talet började liknande skrifter publiceras i telefonkataloger. Omfattningen på dessa varierade mellan 8 och 2 sidor (A4).
- Om kriget kommer - vad du bör veta, Styrelsen för psykologiskt försvar (SPF), 1978[3]
- Om kriget kommer – vad du bör veta, Beredskapsnämnden för psykologiskt försvar, 1983, ej allmänt distribuerad (39 sidor)
- Om kriget kommer, Styrelsen för psykologiskt försvar (SPF), 1987 (31 sidor) Denna utgåva var avsedd att användas i utbildningssyfte inom totalförsvaret. Källa; omslaget på utgåvan
- Om kriget kommer, Styrelsen för psykologiskt försvar (SPF), 1989
- Om kriget eller katastrofen kommer – vad gör vi med barnen?, Socialstyrelsen, 1991 (49 sidor)
- Om krisen eller kriget kommer - viktig information till Sveriges invånare, Myndigheten för samhällsskydd och beredskap, 2018 (20 sidor)
- Om krisen eller kriget kommer - viktig information till Sveriges invånare, Myndigheten för samhällsskydd och beredskap, 2024 (32 sidor)

## Upplagan 2018

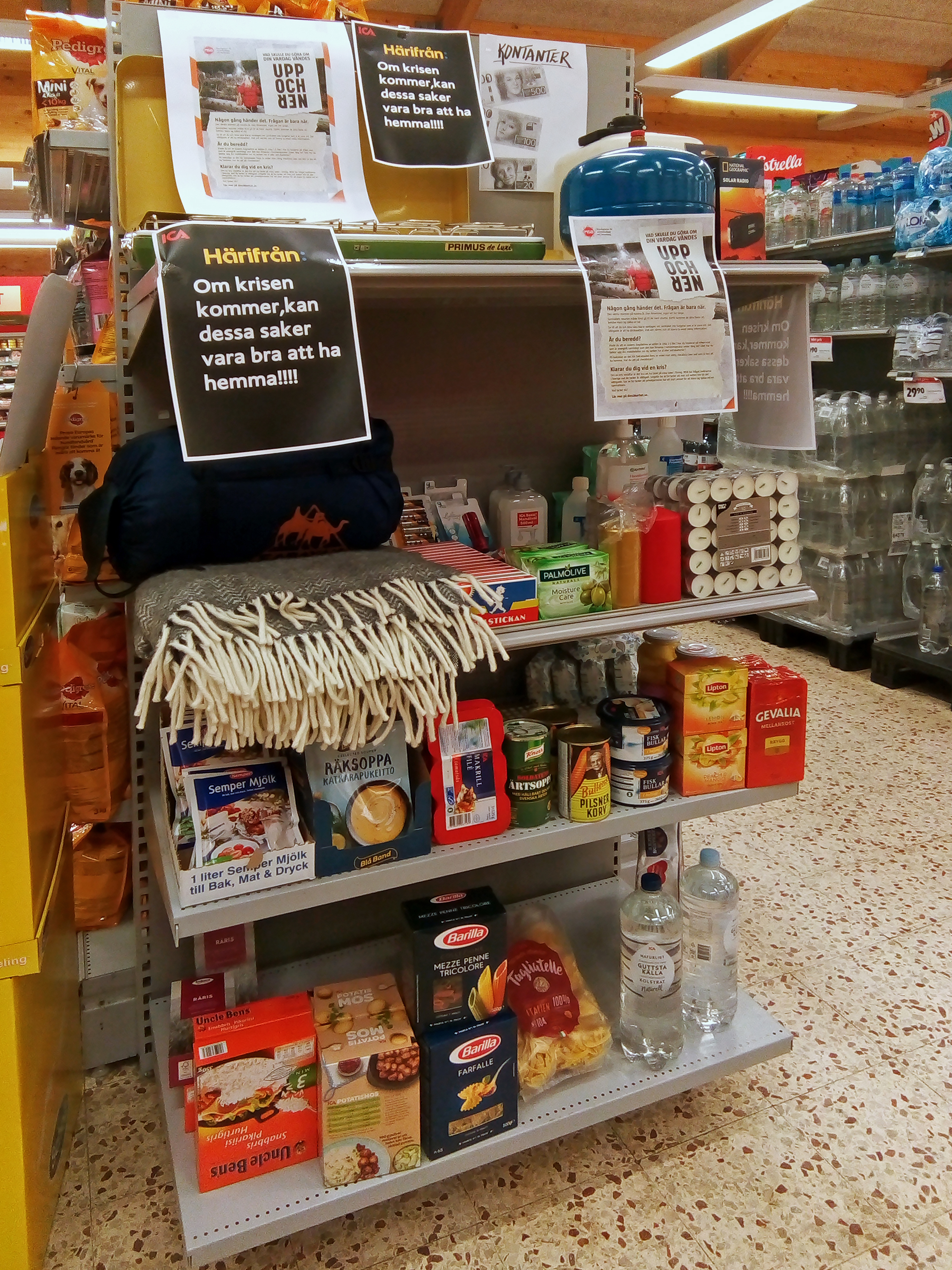
Skyltning bestående av saker som listas som bra att ha hemma i 2018 års upplaga av broschyren. ICA, Brastad 2019

Regeringen Löfven gav i början av 2017 Myndigheten för samhällsskydd och beredskap i uppdrag att ta fram en reviderad upplaga av broschyren. Myndigheten presenterade den nya upplagan av broschyren med titeln Om krisen eller kriget kommer den 21 maj 2018. Broschyren skickades ut till omkring 4,8 miljoner hushåll mellan maj och juni 2018. Den nya upplagan innehåller, utöver råd i samband med höjd beredskap och krig, även råd till allmänheten i samband med fredstida kriser. Broschyren har 20 sidor. På mittuppslaget finns en "kom-ihåg-lista", där man får allmänna tips för sin egen hemberedskap.

## Ny upplaga
Regeringen Kristersson gav den 7 mars 2024 ett uppdrag till MSB att ta fram en ny version av broschyren om krisen eller kriget kommer. Uppdraget har i sin grund i Sveriges medlemskap i Nordatlantiska fördragsorganisationen (NATO) och det rådande säkerhetspolitiska läget, som präglas av ökande spänningar. 
Den uppdaterade broschyren är gul till färg och presenterades vid en pressträff den 8 oktober 2024 i närvaro av ministern för civilt försvar, Bohlin, samt generaldirektören för MSB, Petri Gornitzka. 
"Det är ingen hemlighet att säkerhetsläget har försämrats sedan den förra broschyren gavs ut år 2018 […] Hushållens beredskap är en grundpelare i Sveriges totalförsvar.”
”Det globala säkerhetsläget ökar risken för att kärnvapen kan användas.”
”Poängen med hemberedskap är inte att man ska springa och gömma sig i skogen och inte ha något att göra med resten av samhället."

(Ministern för civilt försvar, Carl-Oskar Bohlin)
Den nya broschyren har nya avsnitt om totalförsvarsplikt, psykologiskt försvar, digital säkerhet, skydd mot luftangrepp och kärnvapen, samt råd för husdjur och toalettbesök. Broschyren är planerad att skickas ut till cirka 5 miljoner svenska medborgare och invånare mellan 18 och 29 november.  
Som första hushåll tog Kungen och Drottningen emot den nya utgåvan av broschyren den 18 oktober.
Hela uppdraget om broschyren skall slutredovisas senast den 31 januari 2025.